# オオバキスミレ
オオバキスミレ（大葉黄菫、学名: Viola brevistipulata subsp. brevistipulata var. brevistipulata または Viola brevistipulata）は、スミレ科スミレ属の多年草の一種。積雪量の多い日本海側の山地に広く分布する日本の特産で、変種が多い。若葉は山菜として利用できる。

## 名称
和名の由来は、他のスミレと比べて葉が大きく黄色の花であることによる。フランスのフランシェとサバチェが白山で採取したものを基準標本とし、Viola pubescens var. brevistipulataと命名されたが、1916年にドイツのベッカーにより独立種 Viola brevistipulata とされた。

## 分布・生育地
北海道南西部から本州近畿地方以北の日本海側（多雪地域）の山地帯から亜高山帯に分布する。原野や山麓、林縁、草地、河岸など、日当たりのよい場所、樹陰のいずれにも自生する。

## 形態・生態
多年生の草本。横に長く這う地下茎があり、地下茎の先端から新芽が生える。地上茎は直立して高さ10 - 30センチメートル (cm) ほどになる。地上茎の基部から伸びる心形の根生葉（1、2枚）と、地上茎の上部につく広卵状形の茎葉（3、4枚）があり、長さは2 - 8 cmで葉身の先は尖る。葉の縁は、ギザギザの形状。
花期は5 - 6月ごろ。茎の上部に直径1.5 cmほどの黄色の花を1 - 3個つける。黄色い花弁には、紫色の線が入っている。
| 花 (西穂高岳・2011年7月) | 全体像 (奈良岳・2011年6月) |

## 種の保全状況評価
日本の以下の都道府県で、レッドリストの指定を受けている。
- 準絶滅危惧種 - 京都府[6]
- 分布上重要種 - 滋賀県

## 利用
新芽や開花前の茎葉を山菜として食用にする。採取時期は4 - 5月ごろが適期とされ、茎葉だけを摘み取り、資源保護のため根こそぎ取らないようにする。花後の茎葉も、多少かたいが利用することができる。摘んだ若芽や茎葉はさっと茹でて水にさらし、ごまやクルミ、マヨネーズなどの和え物、おひたし、酢の物などにしたり、生のまま天ぷら、卵とじ、サラダにする。

## 近縁種
本種は、以下のような多くの変種と亜種があるが、中間型のものもあり分類には多説ある。
- ミヤマキスミレ（深山黄菫　学名:Viola brevistipulata var. acuminata）、オオバキスミレ亜高山帯、草地
- フギレオオバキスミレ（斑切大葉黄菫　学名:Viola brevistipulata var. laciniata）、北海道南西部の亜高山帯
- フチゲオオバキスミレ（縁毛大葉黄菫　学名:Viola brevistipulata var. ciliata）、北海道南部と北日本の太平洋側
- ナエバキスミレ（苗場黄菫　学名:Viola brevistipulata var. kishidae）、飯豊山地から苗場山、北アルプス北部にかけての山地帯～亜高山帯
- ダイセンキスミレ（大山黄菫　学名:Viola brevistipulata var. minor）、大山周辺
- エゾキスミレ（蝦夷黄菫　学名:Viola brevistipulata ssp. hidakana）、北海道のアポイ岳など

米倉浩司・梶田忠 (2003-)「BG Plants 和名－学名インデックス」（YList）によれば、オオバキスミレの項に「韓国から本種の3変種 var. brevistipulata (털노랑재비꽃) ; var. minor (한라털노랑재비꽃) ; var. laciniata (오대털노랑재비꽃) が報告されているが、これらは全て V. mueldorfii に当るものと見て間違いないと思う」と注釈をつけている。
以下の似た種がある。高山帯のスミレには、黄色の花を咲かせる種が多い。 
| 画像                                 | 和名                            | 学名                       | 分布                                    | 属             | 科                 |
| ------------------------------------ | ------------------------------- | -------------------------- | --------------------------------------- | -------------- | ------------------ |
| 三ノ峰（両白山地）、2009年6月25日    | オオバキスミレ 大葉黄菫         | Viola brevistipulata       | 本州の近畿以北 山地帯～亜高山帯         | スミレ属 Viola | スミレ科 Violaceae |
| 2006年7月13日                        | タカネスミレ 高嶺菫             | Viola crassa               | 東北地方の高山                          | スミレ属 Viola | スミレ科 Violaceae |
| 爺ヶ岳（飛騨山脈）、2003年8月10日    | クモマスミレ 雲間菫             | Viola crassa ssp. alpicola | 北アルプス 中央アルプス                 | スミレ属 Viola | スミレ科 Violaceae |
| 木曽駒ヶ岳（木曽山脈）、2011年7月3日 | キバナノコマノツメ 黄花の駒の爪 | Viola biflora              | 日本全国 亜高山帯より上部               | スミレ属 Viola | スミレ科 Violaceae |
| 弓張山地、2013年3月23日              | キスミレ 黄菫                   | Viola orientalis           | 本州の関東以西、四国、九州 低地から山地 | スミレ属 Viola | スミレ科 Violaceae |